# Tom Weilandt
Tom Weilandt, né le 27 avril 1992, est un footballeur allemand évoluant actuellement au poste de milieu de terrain au Greifswalder FC.

## Palmarès
- VfL Bochum
  - 2. Bundesliga
    - Champion en 2021